# Cambon-et-Salvergues
Cambon-et-Salvergues – miejscowość i gmina we Francji, w regionie Oksytania, w departamencie Hérault.
Według danych na rok 1990 gminę zamieszkiwało 69 osób, a gęstość zaludnienia wynosiła 1 osób/km² (wśród 1545 gmin Langwedocji-Roussillon Cambon-et-Salvergues plasuje się na 832. miejscu pod względem liczby ludności, natomiast pod względem powierzchni na miejscu 20.).